# Зиновья Гора
Зиновья Гора — деревня в Большедворском сельском поселении Бокситогорского района Ленинградской области.

## История
ЗИНОВЬЯ-ГОРА — деревня Ладыженского общества, прихода погоста Лучна.  

Крестьянских дворов — 13. Строений — 29, в том числе жилых — 21. 

Число жителей по семейным спискам 1879 г.: 35 м. п., 49 ж. п.; по приходским сведениям 1879 г.: 36 м. п., 53 ж. п.

В конце XIX века — начале XX века деревня административно относилась к Обринской волости 5-го земского участка 3-го стана Тихвинского уезда Новгородской губернии.

ЗИНОВЬЯ ГОРА — деревня Ладыженского сельского общества, число дворов — 15, число домов — 21, число жителей: 44 м. п., 41 ж. п.;
 
Занятия жителей — земледелие. Почтовый тракт. Колодец. Часовня. (1910 год)

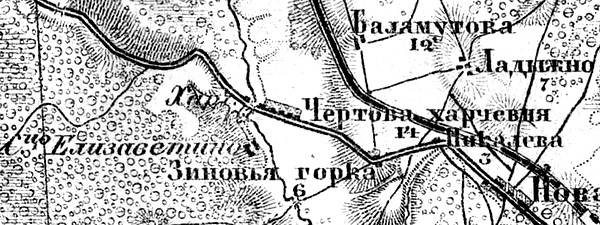
Деревня Зиновья Гора на карте 1913 года

Согласно карте Новгородской губернии 1913 года, деревня называлась Зиновья Горка и насчитывала 6 крестьянских дворов.
С 1917 по 1918 год деревня Зиновьева Гора входила в состав Обринской волости Тихвинского уезда Новгородской губернии.
С 1918 года, в составе Череповецкой губернии.
С 1924 года, в составе Пикалёвской волости.
С 1927 года, в составе Новодеревенского сельсовета Пикалёвского района.
С 1932 года, в составе Тихвинского района.
По данным 1933 года деревня называлась Зиновья Гора и входила в состав Новодеревенского сельсовета Тихвинского района.
С 1952 года, в составе Бокситогорского района.
С 1963 года, вновь в составе Тихвинского района.
С 1965 года, вновь в составе Бокситогорского района. В 1965 году население деревни составляло 170 человек.
По данным 1966, 1973 и 1990 годов деревня Зиновья Гора также входила в состав Новодеревенского сельсовета Бокситогорского района.
В 1997 году в деревне Зиновья Гора Большедворской волости проживали 65 человек, в 2002 году — 84 человека (русские — 95 %). 
В 2007 году в деревне Зиновья Гора Большедворского СП проживали 54 человека, в 2010 году — 39.

## География
Находится в северо-западной части района на автодороге А114 (Новая Ладога — Вологда), к западу от города Пикалёво.
Расстояние до административного центра поселения — 13 км.
Расстояние до ближайшей железнодорожной станции Пикалёво I — 2,5 км. 
Деревня находится на правом берегу реки Рядань.

## Демография
| 1997 | 2002 | 2007 | 2010 | 2017 |
| ---- | ---- | ---- | ---- | ---- |
| 65   | ↗84  | ↘54  | ↘39  | ↗54  |